# 宗内敦
宗内 敦（むねうち あつし、1935年12月8日 - ）は、日本の臨床心理学者。都留文科大学名誉教授、随筆家。日本教育心理学会終身会員。日本ペンクラブ会員。生徒指導と性格検査法を専攻。

## 来歴
- 東京市神田区（現・東京都千代田区）で生まれる。
- 千葉県市川市立真間小学校卒業。
- 福岡県嘉穂郡桂川町立桂川中学校卒業。
- 福岡県立嘉穂高等学校入学。1年2学期、佐賀県立小城高等学校に転出
- 佐賀県立小城高等学校卒業。

東京教育大学教育学部心理学科を卒業後、東京家庭裁判所調査官、都留文科大学助教授・教授、明星大学教授(2006年3月まで）。
生徒指導ではとりわけ教師権威の教育臨床心理学的問題を考究、投影法性格検査ではカラー・ピラミッド・テスト(CPT)の日本における標準化などを行い、CPTの権威である。
1992年、教育・文芸同人誌『琅』を興し、それに拠って、さまざまな社会的発言をなしている（2016年10月現在、第31号まで発行。32号以降は東京学芸大学名誉教授・松村茂治氏が主宰者として編集・発行を引き継いでいる）。
2011年5月、「カラー・ピラミッド・テスト」を柱とする自著の刊行を目的とする自費出版元「書肆彩光」を設立、CPT用材のカラーチップの制作・販売も行っている。

## 著書
- 『パソコン・統計解析プログラム「自在」－プログラム＆パッケージ』 雇用問題研究会 1988
- 『指導力の豊かな先生』 日本図書文化協会 1988
- 『演歌つれづれ　自伝風エッセイ』 武蔵野書房 2006
- 『十三分の一 怒りつ、念いつ、鎮まりつ エッセイ』 武蔵野書房 2006
- 『先生、出番です！－担任教師のふれあい指導』雇用問題研究会 2007
- 『二言、三言、世迷い言　エッセイ』彩光文庫 2011
- 『歌は心の帰り船　エッセイ』彩光文庫 2011
- 『教師の権威と指導力』彩光文庫 2012
- 『エッセイで読み解く教育・指導のエッセンス』彩光文庫 2017

## 共・編著
- 『発達臨床心理学』岡沢宏共著　教育科学出版 1978
- 『カラー・ピラミッド性格検査法』（編著） 図書文化 1983
- 『発達心理学』（安富利光ほか共著） ムイスリ出版 1985
- 『精神衛生』（実践教職課程講座）松原達哉共編著 日本教育図書センター 1988
- 『非行・暴力についての相談』（編）ぎょうせい  1993
- 『カラー・ピラミッド・テスト入門』宗内美映子共著 書肆彩光 2011

## 分担著
- 『相談心理学』（鈴木清ほか編）「司法・矯正における相談」 文教書院 1968
- 『心理学』（原野広太郎編）「適応と心理治療」 学苑社 1969
- 『教育心理学』（松原達哉編）「適応の心理と指導」 日本文化科学社 1977
- 『現代教育心理学――学力の診断』（松原達哉編）「教師作成テストの作り方」 日本文化科学社 1979
- 『児童心理学の進歩』1985年版（宮本美沙子ほか編）「校内暴力」 金子書房 1985
- 校内暴力に関する、日本初の学術的解説論文[要出典]
- 『新・児童心理学講座――子どもの問題行動』（原野広太郎編）「反社会的行動」 金子書房 1992
- 『臨床心理学大系』6 人格の理解（河合隼雄ほか編）「カラー・ピラミッド・テスト」 金子書房 1992

## 論文
- 「精神病質と非行」「調研紀要」第８号 48-56 1965
- ＜宗内敦CiNii Books＞

## 翻訳
- ホーレン/ベイリー『ケースワークと権威』（編訳）（Authority in Social Casework：Foren, R. and Bailey, R.）学苑社  1982
- ホーレン/ベイリー『ソーシャルケースワークと権威』（編訳）（Authority in Social Casework：Foren, R. and Bailey, R.）書肆彩光  2013